# Macromastus umpqua
Macromastus umpqua är en mångfotingart som beskrevs av Shear 1982. Macromastus umpqua ingår i släktet Macromastus och familjen Conotylidae. Inga underarter finns listade i Catalogue of Life.